# Países Bajos en los Juegos Olímpicos de Turín 2006
Los Países Bajos estuvieron representados en los Juegos Olímpicos de Turín 2006 por un total de 33 deportistas que compitieron en 4 deportes.  
El portador de la bandera en la ceremonia de apertura fue el patinador de velocidad Jan Bos.

## Medallistas
El equipo olímpico neerlandés obtuvo las siguientes medallas:
| Nombre                                                  | Deporte               | Competición            |
| ------------------------------------------------------- | --------------------- | ---------------------- |
| Oro                                                     |                       |                        |
| Marianne Timmer                                         | Patinaje de velocidad | 1000 m F               |
| Ireen Wüst                                              | Patinaje de velocidad | 3000 m F               |
| Bob de Jong                                             | Patinaje de velocidad | 10 000 m M             |
| Plata                                                   |                       |                        |
| Sven Kramer                                             | Patinaje de velocidad | 5000 m M               |
| Renate Groenewold                                       | Patinaje de velocidad | 3000 m F               |
| Bronce                                                  |                       |                        |
| Sven Kramer Mark Tuitert Carl Verheijen Erben Wennemars | Patinaje de velocidad | Persecución por eqs. M |
| Erben Wennemars                                         | Patinaje de velocidad | 1000 m M               |
| Carl Verheijen                                          | Patinaje de velocidad | 10 000 m M             |
| Ireen Wüst                                              | Patinaje de velocidad | 1500 m F               |